# José Pesarrodona
Pesarrodona  Altimira est un nom espagnol. Le premier nom de famille, en général paternel, est Pesarrodona ; le second, en général maternel, souvent omis, est Altimira.
José Pesarrodona Altimira, né le 1er février 1946 à Sant Salvador de Guardiola, est un coureur cycliste espagnol, Professionnel de 1971 à 1979, il a notamment remporté le Tour d'Espagne 1976.

## Palmarès

### Palmarès amateur
- 1970
  - Tour de Lleida
  - 1rea étape de la Cinturón de Cataluña (contre-la-montre par équipes)
  - 2e du Tour de Navarre

### Palmarès professionnel
- 1971
  - 4e étape du Tour des Asturies
- 1972
  - 3e du Trofeo Elola
  - 8e du Tour d'Espagne
- 1973
  - 1reb étape de l'Escalade de Montjuïc (contre-la-montre)
  - 2e du Tour des Asturies
  - 2e de l'Escalade de Montjuïc
  - 3e de la Clásica de Sabiñánigo
  - 3e du Tour de Majorque
  - 3e du Tour de La Rioja
  - 4e du Tour d'Espagne
  - 4e du Tour d'Italie
- 1974
  -  Champion d'Espagne de la montagne
  - 1re étape du Tour des Asturies
  - Prueba Villafranca de Ordizia
  - 6e étape du Tour de Catalogne
  - 7e du Critérium du Dauphiné libéré
  - 8e du Tour de Catalogne
- 1976
  -  Classement général du Tour d'Espagne
  - 6e étape du Tour de Suisse
  - 3e du Tour de Suisse
  - 9e de la Semaine catalane
  - 10e du Critérium du Dauphiné libéré
- 1977
  - 8e du Tour d'Espagne
- 1978
  - 5eb étape du Tour d'Aragon (contre-la-montre)
  - 2e du Tour d'Espagne

### Résultats sur les grands tours

#### Tour de France
6 participations
- 1974 : 29e
- 1975 : 34e
- 1976 : 11e
- 1977 : abandon (2e étape)
- 1978 : abandon (10e étape)
- 1979 : abandon (3e étape)

#### Tour d'Espagne
4 participations
- 1971 : abandon (4e étape)
- 1972 : 8e
- 1973 : 4e,  maillot amarillo pendant 7 jours (dont deux demi-étapes)
- 1974 : 37e
- 1975 : 18e
- 1976 :  Vainqueur final,  maillot amarillo pendant 1 jour
- 1977 : 8e
- 1978 : 2e

#### Tour d'Italie
2 participations
- 1972 : 14e
- 1973 : 4e